# 反英雄

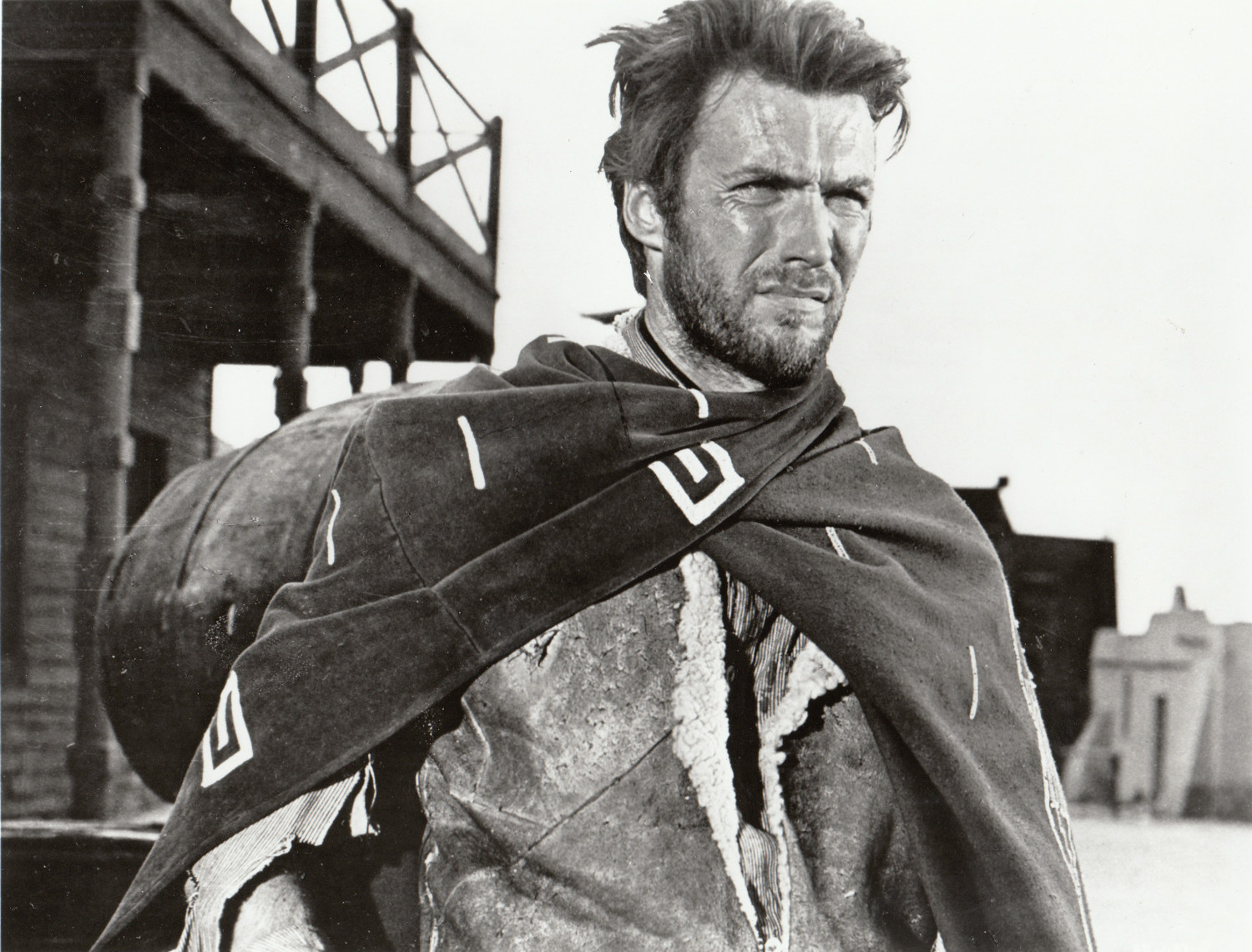
克林特·伊斯特伍德在《荒野大镖客》（1964年）中饰演无名侠的主角，是电影中反英雄的一个显著例子。

反英雄（英文：Antihero(男性反英雄)及Antiheroine(女性反英雄)）是文学、电影、戏剧作品中，形象接近反派角色或有缺点的普通人，但同时具有英雄气质或做出英雄行为的角色。反英雄可以是主角、重要的配角或者在某些情况下的对立角色。
儘管反英雄有時會做出多數觀眾認為道德上正確的舉措，但他們的理由未必是出於觀眾認為道德的理由；此外，反英雄通常會展現高自戀、高權術（高馬基雅維利主義）或者高心理病態等黑暗三角人格的特質。

## 概念特質
英雄的特点可以概括为外表俊美、能力强大、行为正确。
和英雄相比，反英雄有行为偏离常规等通常不属于英雄人物的不良特征，他们在某些基本方面是有缺点的或是失败的。反英雄可以和英雄一样有崇高的理想与强大的力量，也可能在理想与能力方面和普通人接近甚至不如普通人，却不得不完成非凡的举动。ACG描写的反英雄（也叫黑英雄）和英雄一样为正义而战，但他们或是有一些悲剧性的缺陷（例如饱经折磨的过去），或是使用一些有争议的手段（例如法外暴力）来达到他们的目标。
因此，反英雄是一个矛盾的角色：在一个场景中是英雄，而在另一个场景中是反派或是不受欢迎的人。

## 發展类型
反英雄的概念在古代文学作品中就存在，著名的角色是《伊利亚特》中的阿喀琉斯（Achilles）；中國名著《三國演義》中的一代梟雄-曹操也是典型的反英雄。现代作家试图将反派描绘成心理复杂的、本性不坏甚至是好的角色。因此反英雄与反派的界限有时不清晰或難以明確界定。此外，亦有如知名美國影集《紙牌屋》、日本動漫《惡德公子》、《殺手阿一》和小说《萝莉塔》、《坏种》等較為少見，以幾乎純粹的反派或「惡人」作為主角的作品。

### 孤独的英雄
孤独的英雄缺乏支持者而感到无助，不相信传统价值，也没有任何信仰，但仍能接受现实并以局外人的身份存在。赛博朋克（cyberpunk）、大蛇·普利斯金（S.D. Bob「Snake」Plissken）广泛地使用这种角色类型。

### 悲劇的英雄
悲剧的英雄受到无止境的失望的打击，常常只有短暂的成功甚至一直失败。但他们不改初衷的执著有着英雄的气概。这些角色都有根深蒂固的乐观主义思想，坚信终有一天他们会成功，但他们最终会失败，只得接受一个传统反派的结局。弗朗西斯·斯科特·菲茨傑拉德（Fitzgerald）的《大亨小傳》就是一个例子：主角盖茨比唯一的愿望就是得到处于上层社会的黛西的爱。他通过不正当的手段聚敛钱财以使黛西接受他。虽然他与黛西有过一段恋情，但他的性格缺陷与幻想最终毁灭了他。即便是在黛西的丈夫结束他们这段不正当恋情之後，他仍相信有一天他可以反败为胜。
另外，《Fate/Zero》的卫宫切嗣則是「一直失败」的極端例子：主角切嗣自幼抱有「正義的夥伴」的理想，但也因此不切實際的原則使他非常痛苦，經常因為自身理想和行動有所出入（甚至親手殺死父亲）而悲憤。也因這種痛苦而令他心理變得脆弱和渴求聖杯，希望藉聖杯的奇蹟來根絕戰爭和實現持久的和平。但在聖杯戰爭終期，聖杯的意識讓他看見其願望的真正結果：在女兒（伊莉雅斯菲爾·馮·愛因茲貝倫）、愛妻（愛麗絲菲爾·馮·愛因茲貝倫）與舞彌中抉擇出最具有價值存活的一方。而過於固執的性格缺陷与堅持不切實際的理想最终使他以親手殺死女兒和愛妻的方式逃脫了精神世界而被聖杯詛咒，後以令咒命令從者Saber破壞聖杯導致冬木市受到大聖杯的黑泥嚴重破壞; 在接二連三地因自己的性格缺陷使身邊的所有事物受到嚴重傷害下，使他內心受到徹底打擊，臨死前把理想交託於養子衛宮士郎，自己最終在聖杯詛咒下早逝。

### 違反正義的英雄
這類英雄有著類似傳統英雄的目標，但對於他們來說結果重於過程，所以會採取接近反派的手段，例如杀人以維護“正義”。《死亡筆記本》的主角夜神月：他的目標是肅清世界上所有的犯罪者、創造一個沒有犯罪者的“新世界”，但采取的手段是借助死神的力量将犯罪者全部殺死，因此他成為窮凶惡極的連續殺人犯；漫威超級英雄宇宙中的制裁者也屬該類型角色─認為法治無濟於事的他選擇以以暴制暴與私刑維持正義。另一个例子是美国犯罪剧电视连续剧《嗜血法医》的主角德克斯特·摩根（Dexter Morgan）；他是一名法医分析师，过着连环杀手的双重生活，针对那些设法逃避法律正义，从而逍遥法外的罪犯，本质上是“连环杀手的连环杀手”。
《潛龍諜影》的Big Boss、《24小時反恐任務》的傑克·鮑爾、《Fate/Zero》的卫宫切嗣（並是悲劇的例子）、《鋼之鍊金術師》的斯卡、《機動戰士高達》中的夏亞、《Code Geass 反叛的魯路修》中的魯路修·蘭佩洛基、《NEEDLESS》原著中的古魯斯和貝賴德也是這類型的代表者。《宇宙战舰大和号》中的狄斯拉总统算是一例，他是第一部《宇宙战舰大和号》TV版的敌方——加米拉斯帝国的领导者，开始时形象是个高傲而冷血的优雅贵族，最后变成与大和号携手奋战抵抗敌人的盟友，倾尽国力帮助大和号；他重视爱与奉献的力量，追求超越自己的心，具備执着的意念、爽快的个性与帝王气度。如《最終幻想VII》的「英雄」賽菲羅斯就頗受歡迎（從一個英雄變成反派），而美漫人物青蜂俠亦是以「使壞」的方式來維護正義，死侍亦非常極端。

### 成長中的英雄
成長的英雄在故事開始时有一些明顯的缺點，例如：對事物有偏見、以自我為中心、不成熟、驕傲自大或過分執著於財富、地位、復仇等特質，之後隨著故事發展而成長為出色的英雄。如《星際大战》系列中的韩·索罗（Han Solo），以及《七龍珠》中的贝吉塔，起初達爾以反派身份出場且十分邪恶，但之後慢慢變得具有英雄氣質，最终成为和主人公一起拯救世界的英雄。再比如《战神系列》中的奎托斯，他一开始是一个暴力嗜血的角色，但在意识到自己过去的错误后，一度变成一个更加仁慈的反英雄。《漫威漫画》中的毒液原本是一个超级反派，也是蜘蛛侠的敌人，但他后来变成了一个更英雄的角色，甚至成为蜘蛛侠和漫威宇宙其他英雄的盟友。演员克林·伊斯威特在《無名客三部曲》（The Man With No Name）电影中飾演「沒有名字的男人」，对反英雄的成长做出精准诠释而闻名，之後啟發DC漫畫的「反英雄」角色約拿·海克斯。《魔法禁書目錄》中的一方通行(Accelerator)，在故事初時是為了力量不斷進行恐怖實驗的反派角色，於後期成為與主角上條當麻共戰的重要主角。

### 社会病的英雄
社会病的英雄表现出通常与反社会相关的特征，例如缺乏同理心、无视社会规范和操纵行为，但其运作方式与道德积极或英雄目标一致。虽然他们可能不遵循传统的道德标准或表达对他人感受的关心（有时甚至不关心他们保护的人的感受），但他们仍然经常与对手作战，保护无辜者或实现更大的利益。他们的方法通常是无情的、务实的和自私的，但他们的行动最终会为社会或个人带来有益的结果。这样的角色包括《豪斯医生》（House, M.D.）系列中的格里高利·豪斯（Gregory House），《福尔摩斯探案》中的歇洛克·福尔摩斯，日本漫畫《厄夜怪客》中的阿爾卡特（Alucard），《占士邦》系列中的占士邦（James Bond），《虐杀原形》中的亚历克斯·莫瑟等。

### 沒有英雄特質的英雄
沒有英雄特質的英雄是一个没有任何英雄氣质的普通人，有些甚至比普通人更加贪婪、自私、懒惰、膽小、情緒化。他们没有通常将英雄与普通人区分开的幫助他人、自我牺牲、有正義感等道德品质，可是由於一些不可控制的外在力量，讓他们常被卷入一些通常需要由英雄面对的困境。他们常会表现出和普通人一样的焦虑、恐惧、惊慌失措，比传统英雄的形象更显得真实而有感染力。这样的角色包括《天龍八部》的段誉、虚竹、《哈利波特》中的奈威·隆巴顿、《绝命毒师》中的华尔特·怀特，《辛普森一家》（The Simpsons）中的荷马·辛普森（Homer Simpson）、《华特迪士尼》（Walt Disney） 中的史高治·麦克达克（Scrooge McDuck）、《银河便車指南》（The Hitchhiker's Guide to the Galaxy）系列中的亚瑟·丹特（Arthur Dent）、《神鬼奇航》（Pirates of the Caribbean）系列的傑克·史派羅（Jack Sparrow）、《約翰·康斯坦汀》(John Constantine)系列同名主角、《新世纪福音战士》（Neon Genesis Evangelion）系列的碇真嗣、《無間道》的陳永仁等。

## 连接
- Salon.com: Anti-heroes (May 15, 2000)[永久]
- The Gallery of Anti-heroes and Villains: What is an Anti-Hero?（页面存档备份，存于）